# Stan Stasiak
George Emile Stipich (13 de Abril de 1937 - 19 de Junho de 1997), mais conhecido pelo seu ringname Stan Stasiak, foi um lutador de wrestling profissional canadense e ex-WWF Champion. Ele é pai do lutador Shawn Stasiak.
Durante a sua carreira, Stasiak acumulou vitórias em diversas federações de wrestling, como Big Time Wrestling, Pacific Northwest Wrestling e World Wrestling Federation, onde conquistou o WWWF World Heavyweight Championship no início de Dezembro de 1973, após derrotar Pedro Morales.
Ficou apenas 10 dias com o título, onde acabou perdendo-o para Bruno Sammartino. Foi introduzido no hall da fama da Stampede Wrestling. Retirou-se do wrestling em 1984 para ser guarda de segurança em um shopping center. Acabou falecendo em 1997 de uma parada cardíaca.